# Sinodrapetis basiflava
Sinodrapetis basiflava är en tvåvingeart som beskrevs av Yang, Gaimari och Patrick Grootaert 2004. Sinodrapetis basiflava ingår i släktet Sinodrapetis och familjen puckeldansflugor. Inga underarter finns listade i Catalogue of Life.